# Astrosphaeriella linguiformis
Astrosphaeriella linguiformis är en svampart som beskrevs av Chi Y. Chen & J.W. Huang 2006. Astrosphaeriella linguiformis ingår i släktet Astrosphaeriella och familjen Melanommataceae.   Inga underarter finns listade i Catalogue of Life.